# Кипр на летних Олимпийских играх 1980
Кипр принимал участие в Летних Олимпийских играх 1980 года в Москве (СССР), но не завоевал ни одной медали.

## Результаты соревнований

### Дзюдо
Спортсменов — 5
| Категория | Спортсмен                | Турнир       | 1/16 финала                               | 1/8 финала                                 | Четвертьфинал                          | Полуфинал            | Финал                | Место |
| Категория | Спортсмен                | Турнир       | Соперник Результат                        | Соперник Результат                         | Соперник Результат                     | Соперник Результат   | Соперник Результат   | Место |
| --------- | ------------------------ | ------------ | ----------------------------------------- | ------------------------------------------ | -------------------------------------- | -------------------- | -------------------- | ----- |
| до 60 кг  | Спирос Спиру             | За 1-е место | Мамодали Ашикхуссен (MAD) Поб. Юсей-гачи  | Джон Холлидей (GBR) Пор. Иппон, 2:28       | Завершил выступление                   | Завершил выступление | Завершил выступление | 13    |
| до 66 кг  | Константинос Константину | За 1-е место | Сильвен Рабари (MAD) Пор. Юко, 5:00       | Завершил выступление                       | Завершил выступление                   | Завершил выступление | Завершил выступление | 19    |
| до 71 кг  | Неофитос Арести          | За 1-е место | Ронни Нильссон (SWE) Пор. Иппон, 1:43     | Завершил выступление                       | Завершил выступление                   | Завершил выступление | Завершил выступление | 19    |
| до 86 кг  | Костас Папакостас        | За 1-е место |                                           | Мильтон Эстрелья (ECU) Поб. Ваза-ари, 5:00 | Юрг Рётлисбергер (SUI) Пор. Фусен-гачи | Завершил выступление | Завершил выступление | 10    |
| до 95 кг  | Паникос Эврипиду         | За 1-е место | Бьярни Фридрикссон (ISL) Пор. Иппон, 1:25 | Завершил выступление                       | Завершил выступление                   | Завершил выступление | Завершил выступление | 19    |

### Парусный спорт
Спортсменов — 3
| Класс | Спортсмены                           | Гонка | Гонка | Гонка | Гонка | Гонка | Гонка | Гонка | Очки  | Место |
| Класс | Спортсмены                           | 1     | 2     | 3     | 4     | 5     | 6     | 7     | Очки  | Место |
| ----- | ------------------------------------ | ----- | ----- | ----- | ----- | ----- | ----- | ----- | ----- | ----- |
| Финн  | Паникос Римис                        | 11    | DNS   | 20    | 20    | DNF   | 20    | 18    | 147,0 | 21    |
| 470   | Панайотис Николау Деметриос Деметриу | 13    | 14    | 14    | 14    | 13    | 13    | 14    | 117,0 | 14    |

### Плавание
Спортсменов — 4
Мужчины
| Дистанция                 | Спортсмены     | Предварительные заплывы | Предварительные заплывы | Предварительные заплывы | Полуфиналы           | Полуфиналы           | Полуфиналы           | Финал                | Финал                |
| Дистанция                 | Спортсмены     | Заплыв                  | Результат               | Место                   | Заплыв               | Результат            | Место                | Результат            | Место                |
| ------------------------- | -------------- | ----------------------- | ----------------------- | ----------------------- | -------------------- | -------------------- | -------------------- | -------------------- | -------------------- |
| 100 метров вольным стилем | Лакис Филакту  | 2                       | 57,41                   | 31                      | Завершил выступление | Завершил выступление | Завершил выступление | Завершил выступление | Завершил выступление |
| 100 метров на спине       | Лакис Филакту  | 2                       | 1:08,92                 | 31                      | Завершил выступление | Завершил выступление | Завершил выступление | Завершил выступление | Завершил выступление |
| 100 метров баттерфляем    | Линос Петридис | 3                       | 1:06,61                 | 32                      | Завершил выступление | Завершил выступление | Завершил выступление | Завершил выступление | Завершил выступление |

Женщины
| Дистанция                 | Спортсмены       | Предварительные заплывы | Предварительные заплывы | Предварительные заплывы | Финал                 | Финал                 |
| Дистанция                 | Спортсмены       | Заплыв                  | Результат               | Место                   | Результат             | Место                 |
| ------------------------- | ---------------- | ----------------------- | ----------------------- | ----------------------- | --------------------- | --------------------- |
| 100 метров вольным стилем | Ольга Лоизу      | 3                       | 1:06,50                 | 24                      | Завершила выступление | Завершила выступление |
| 100 метров на спине       | Анабель Друсиоту | 2                       | 1:15,85                 | 23                      | Завершила выступление | Завершила выступление |